# Аксьонова Наталія Петрівна
Наталія Петрівна Аксьонова (3 січня 1947, Майкоп, Краснодарський край, РРФСР, СРСР — 2 лютого 2010, Київ, Україна) ― українська художниця-постановниця кіно і телебачення та художниця-ілюстраторка російського походження.

## Біографія
Народилася 3 січня 1947 року у Майкопі Краснодарського краю в родині військовослужбовця.
У 1976 року закінчила художній факультет Всесоюзного державного інституту кінематографії. З 1977 року — художниця-постановниця Київської кіностудії імені О. П. Довженка. З 1978 року — художниця-ілюстраторка видавництв «Дніпро» та «Веселка».
З 1976 року брала участь у всесоюзних, республіканських та міжнародних виставках з художньої майстерності.
Була членкинею Національної спілки кінематографістів і художників України.
Померла 2 лютого 2010 року в Києві.

## Творчість
Оформила стрічки:
- «Якщо ти підеш...» (1977, реж. М. Літус, В. Шунько)
- «Співає Микола Кондратюк» (1977, реж. В. Іванов)
- «Незручна людина» (1978, реж. В. Довгань)
- «Поїзд надзвичайного призначення» (1979, реж. В. Шевченко)
- «Продається ведмежа шкура» (1980, реж. О. Ітигілов)
- «Капіж» (1981, реж. А. Бенкендорф)
- «...і чудова мить перемоги» (1984, реж. В. Винник, Золота медаль X Всесоюзного фестивалю спортивних фільмів, Рига, 1985)
- «До розслідування приступити» (1986-1987, реж. А. Бенкендорф)
- «Івін А.» (1990, реж. І. Черницький, Приз «За найкращу режисуру» (І. Черницький) та «За найкращу чоловічу роль» (О. Песков) Всесоюзного кінофестивалю «Дебют», Москва. Приз «Кришталева корона» за найкращу чоловічу роль другого плану (І. Черницький) та Приз глядацьких симпатій (О. Песков) кінофестивалю «Сузір'я», Смоленськ, 1991)
- «Снайпер» (1991, реж. А. Бенкендорф)
- «Непрямі докази» (2005, реж. В. Криштофович, Росія)
- «Обережно, блондинки!» (2006, реж. Г. Шигаєва)

Проілюструвала книги:
- Черемуха. К., 1979.
- Кусака. К., 1981.
- Савось-бешкетник. К., 1981.
- Пісня тоненької очеретини. К., 1983.
- Жили собі... К., 1990.